# Ordine dorico

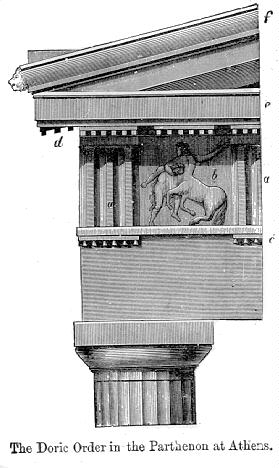
L'ordine dorico nel Partenone

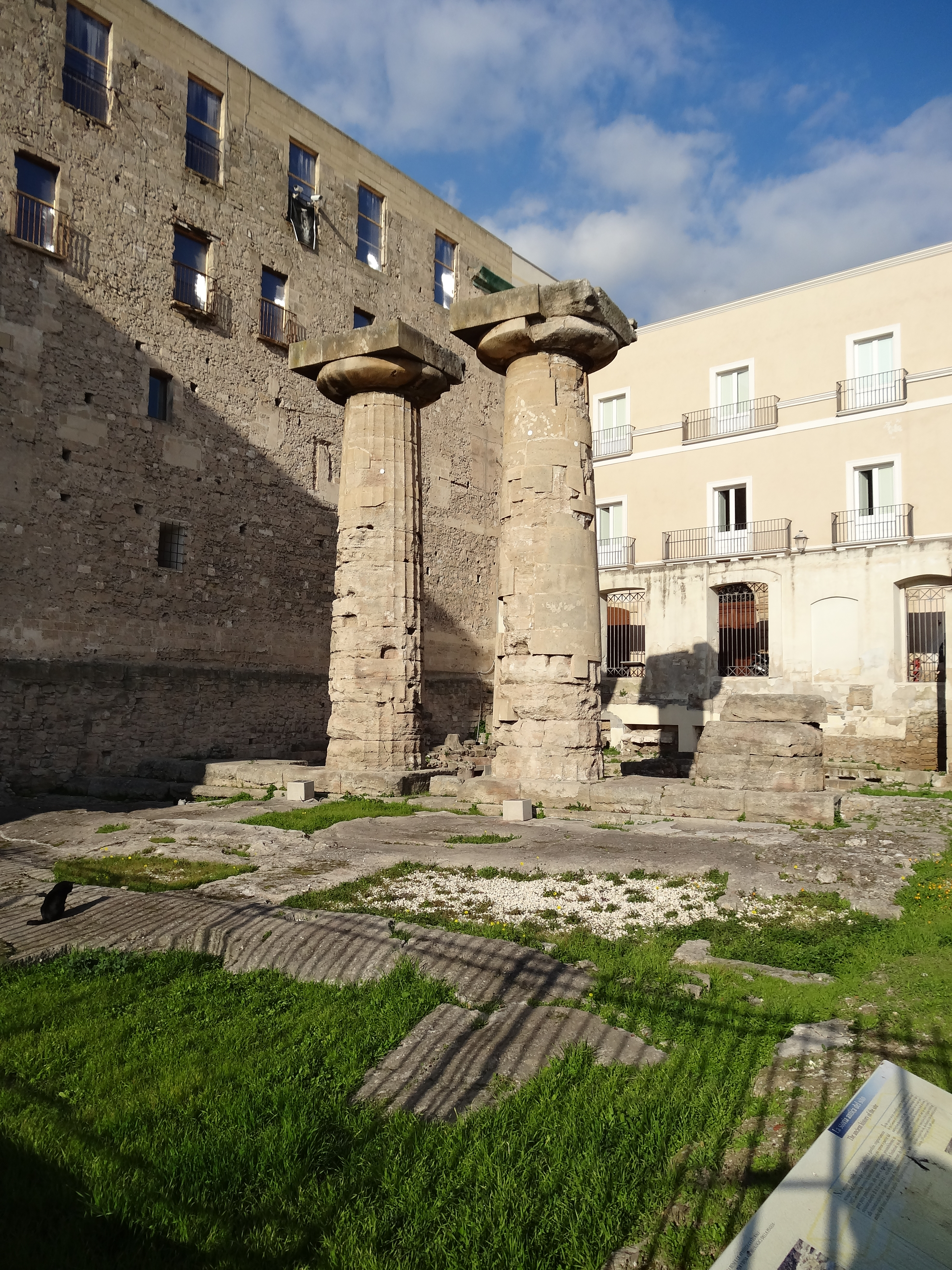
Colonne superstiti del Tempio Dorico a Taranto

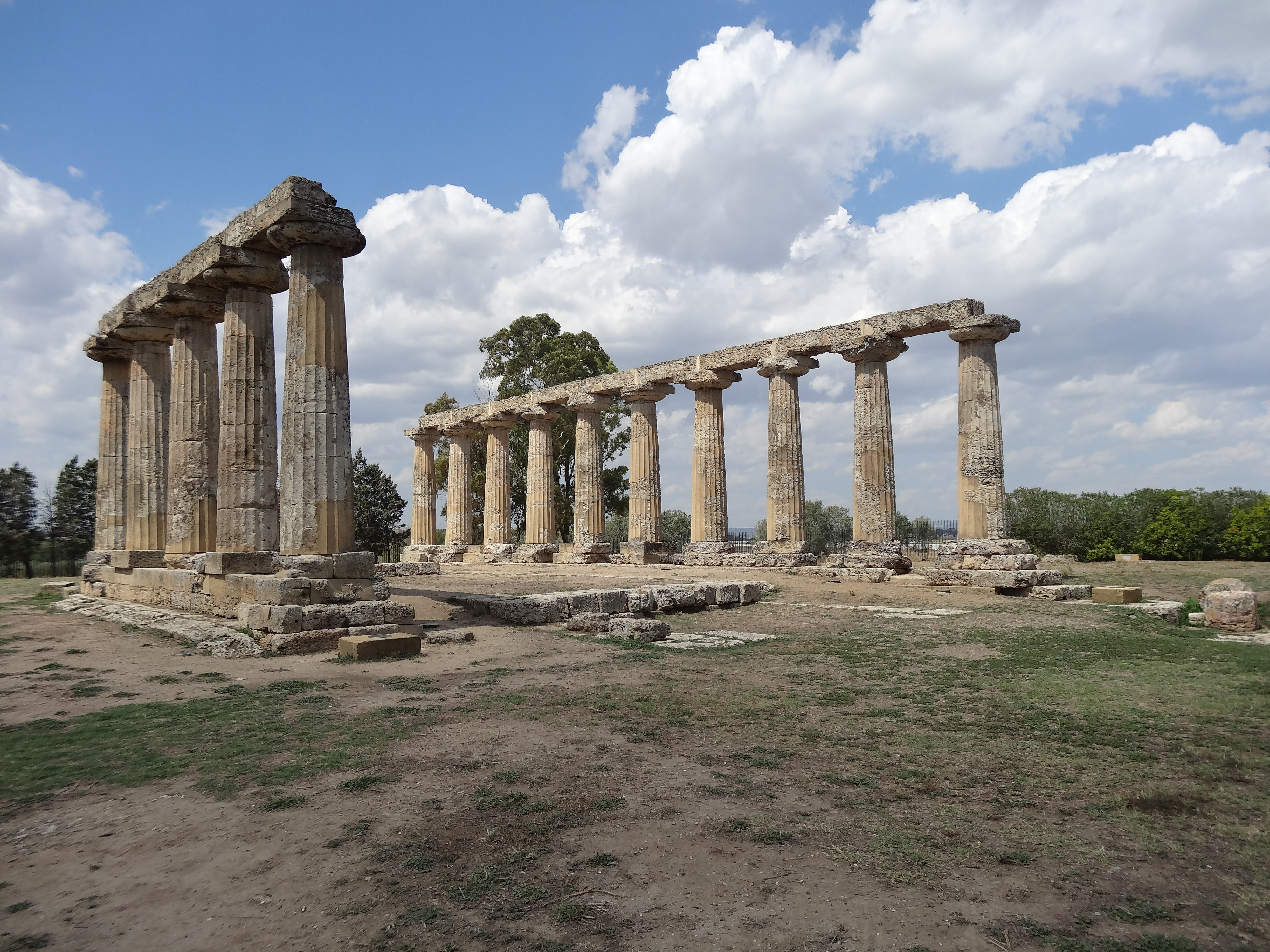
Santuario di Hera VI secolo a.C. a Metaponto

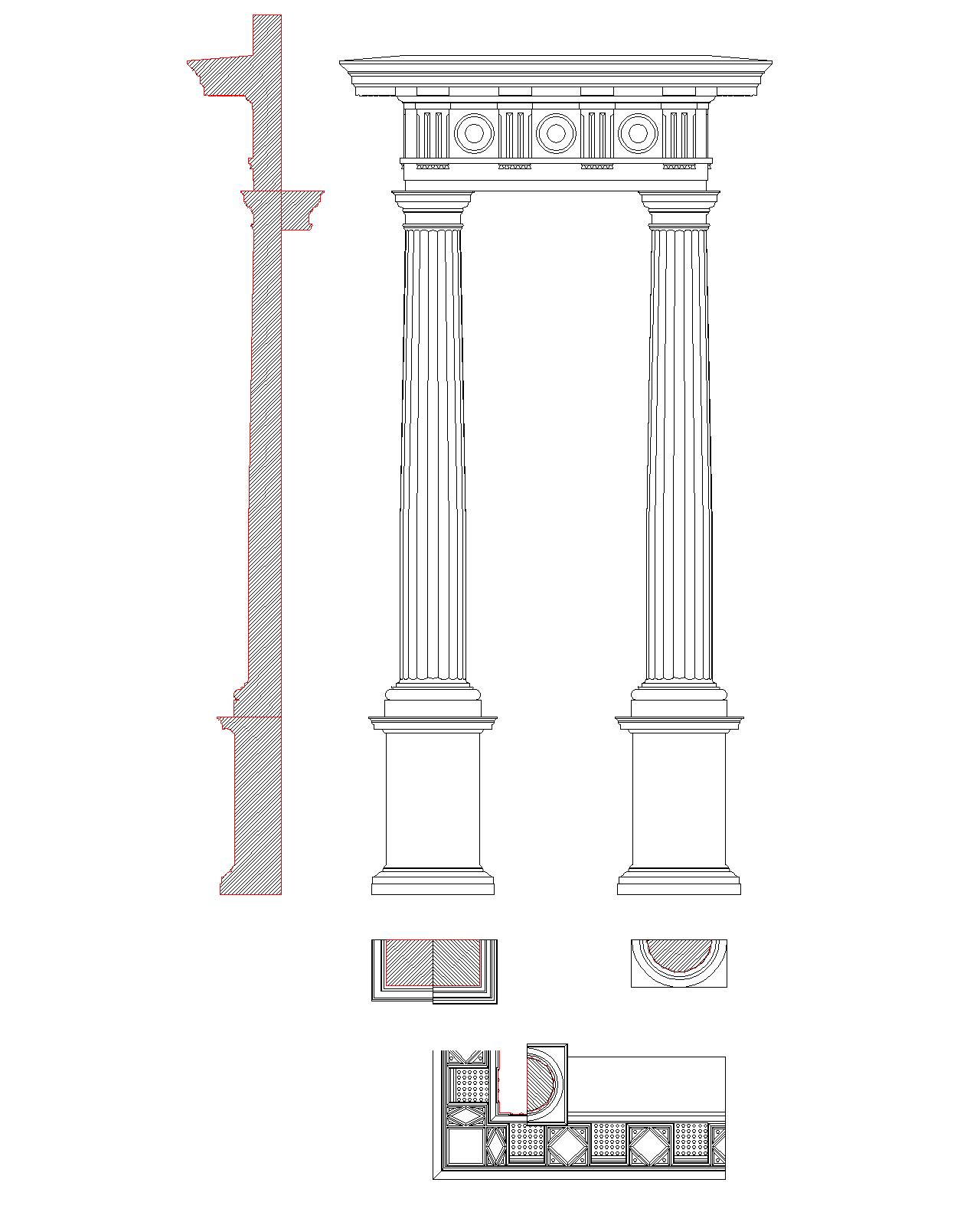
Ordine dorico secondo Vignola

L'ordine dorico è il più antico degli ordini architettonici greci. Il suo nome è dovuto all'origine peloponnesiaca, anche se si diffuse a partire dal VII secolo a.C. al resto del territorio greco e alle colonie di Magna Grecia.
In questo ordine sono costruiti molti dei templi superstiti della Magna Grecia e alcuni degli edifici più importanti della Grecia stessa, tra i quali il Partenone nell'Acropoli di Atene e il Tempio di Zeus ad Olimpia.

## Il tempio dorico
La piattaforma del tempio, posta sulla fondazione, è chiamata euthynteria ed è solitamente realizzata in pietra locale di scarso pregio, al contrario della costruzione vera e propria, realizzata in marmo o comunque di pietra pregiata proveniente spesso da cave relativamente lontane. Sulla base del tempio poggia una piattaforma (crepidoma o crepidine) formata dai gradini di accesso al tempio, inizialmente in numero di tre e che aumenteranno con il tempo. I primi due gradini sono detti stereobate e la parte superiore del crepidoma è detta stilobate,  in quanto vi poggia direttamente la colonna (stilo), priva di base. Tale assenza rappresenta una delle caratteristiche originarie del dorico.
Il fusto o scapo della colonna, rastremato verso l'alto, presenta delle scanalature (da 20 a 22) poco profonde unite a spigolo vivo, che esprimono una spinta ascendente e accentuano l'effetto chiaroscuro, ed è caratterizzato da un rigonfiamento a un terzo dell'altezza detto entasi, che serve a correggere l'illusione ottica del restringimento generata in una fila di colonne perfettamente tronco-coniche. All'inizio le colonne dei templi dorici sono lignee, ma già nel VII secolo a.C. il legno comincia ad essere progressivamente sostituito con la più resistente pietra e, in alcuni casi, con il marmo. Ha un'altezza di 7 volte il diametro della sua base. Il fusto dorico è formato da tanti rocchi sovrapposti a secco fissandoli da un perno di bronzo. Il fusto è unito al capitello mediante il collarino.
Il capitello dorico è formato dall'echino, una specie di "cuscinetto rigonfio" che tende alla forma troncoconica, su cui poggia l'abaco, che ha la forma di un parallelepipedo schiacciato e significa tavola, basamento.
Sopra il capitello si trova la trabeazione.
Dal basso verso l'alto, in questo ordine essa è composta da un architrave liscio formato da blocchi che si accostano tra di loro al centro della colonna secondo lo schema trilitico, sopra cui poggia il fregio, suddiviso alternativamente in metope (pannelli quadrangolari, che potevano essere lisci, scolpiti o dipinti) e triglifi (rettangoli solcati verticalmente da quattro scanalature, le due centrali sono tra loro uguali; le due laterali, equidistanti dalle prime, sono larghe la metà delle altre, tali semiscanalature, quindi, formano idealmente la terza scanalatura). Tra l'architrave e il fregio vi è un listello continuo detto tenia, su cui sono applicati degli elementi rettangolari, le regula, dal quale pendono quattro o sei gocce(guttae), elementi decorativi a forma di tronco di cono che ricordano le gocce d'acqua che, durante la pioggia, stillavano dale teste delle travi dei primi templi.
Al di sopra del fregio si trova la cornice che contiene il timpano, uno spazio triangolare che andrà ad accogliere le decorazioni frontonali. La cornice è formata da un geison orizzontale poggiante sulla trabeazione e da uno inclinato poggiante sul frontone, su cui appoggia una sima.
La copertura dell'edificio è solitamente in tegole piane di terracotta, con sovrastanti coppi, che sono un altro tipo di tegole lunghe e strette, dal profilo curvo o triangolare, messe a protezione dei bordi di giuntura delle tegole piane e per evitare che quest'ultime possano precipitare, li si fermano con delle antefisse(elementi in pietra o terracotta modellati con motivi antropomorfi o floreali)
Alla sommità del frontone e ai suoi vertici laterali sono collocati dei bassi piedistalli aventi la funzione di sorreggere alcuni elementi decorativi costituiti da statue in terracotta policroma(personaggi o animali della mitologia)chiamati acroteri angolari.

## Accorgimenti visivo-architettonici
Numerosi sono gli accorgimenti visivi utilizzati nell'ordine dorico dagli architetti greci, che volevano rendere la visione dei loro templi più armoniosa e perfetta.
In primo luogo le colonne sono rastremate, ovvero il diametro si riduce man mano che dalla base si risale verso la cima, cioè fino al collarino (elemento anulare di raccordo che unisce il fusto della colonna al capitello), probabilmente per evidenziare la funzione statica della colonna sottoposta a compressione dalle forze trasmesse dall'architrave tramite il capitello. La rastremazione però non è uniforme: a circa un terzo del fusto è presente un lieve rigonfiamento detto entasi, che impedisce alla colonna di sembrare innaturalmente sottile.

## L'origine lignea
Già Vitruvio aveva teorizzato che l'ordine dorico fosse la trascrizione sulla pietra di una costruzione lignea. La colonna con le sue scanalature e la rastremazione richiamerebbe un tronco d'albero appena sbozzato, con il collare, nella parte superiore, che ripeterebbe le cravatte metalliche di rinforzo, mentre l'entasi riprenderebbe la deformazione da carico a compressione degli steli lignei; l'architrave liscio, una trave di legno squadrata; le guttae, i chiodi; i triglifi, le teste delle travi di catena delle capriate di supporto del tetto, e quelle dei travetti, perpendicolari alla facciata, formanti con le prime, la cassonatura del soffitto; le metope un elemento di riempimento del vuoto fra le teste delle travi poggianti sugli architravi. Tale processo di litizzazione si compì probabilmente tra il VII e il VI secolo a.C. quando anche gli architravi furono realizzati in pietra attuando il sistema trilitico, e il fregio marmoreo divenne un semplice mascheramento esterno della struttura lignea di copertura.
Il modello ideale di una costruzione originaria lignea, fu ripreso nel XVIII secolo, tra gli altri da Marc-Antoine Laugier e rappresentò uno dei miti fondativi del neoclassicismo.

## Il dorico ellenistico e romano
Prima durante l'epoca ellenistica e poi nell'architettura romana, il dorico subì diversi cambiamenti, continuando ad essere molto utilizzato. le modifiche riguardarono vari aspetti dell'ordine generando un gran numero di varianti. Comparve spesso una base a toro sotto la colonna la quale a volte perse le scanalature e altre volte le conservò ma non a spigolo vivo. Il capitello si regolarizzò, con un echino sempre più semplice. L'ordine divenne più snello che nel periodo arcaico, perdendo una parte della sua originaria gravità.
A Roma il dorico si confrontò con l'ordine tuscanico, dal quale non è sempre facile da distinguere a causa proprio delle modifiche a cui furono sottoposte le sue caratteristiche originarie.

## Il dorico neoclassico
L'architettura neogreca (ed in genere tutta l'architettura neoclassica) fu caratterizzata dal distacco dall'architettura romana antica e dai sistemi costruttivi archivoltati e dall'imitazione di modelli provenienti dall'architettura greca. In questa logica trovò un particolare interesse l'ordine dorico arcaico, ritenuto l'origine di tutta l'architettura greca e in cui Laugier riconobbe le tracce dell'origine lignea della colonna e quindi principio di tutta l'architettura.
Tale riscoperta ebbe il suo elemento centrale nell'interesse degli architetti, studiosi e artisti europei per i templi greci dorici nell'Italia meridionale a Paestum, la cui fama si diffuse in tutta Europa grazie alle incisioni di Giovanni Battista Piranesi, ad Agrigento, e a Selinunte, quanto meno fino alla spedizione di Lord Elgin che fece riscoprire a tutta Europa il Partenone. 
La possente immagine del dorico arcaico, senza base, con il fusto delle colonne scanalato, rastremato e gonfiato dall'entasis e il primitivo capitello, cominciò ad affermarsi, con grande varietà e libertà di interpretazione, nei progetti e nelle realizzazioni di diversi architetti tra XVIII e XIX secolo e nelle teorizzazioni degli intellettuali, superando la generale avversione dei secoli precedenti.
Claude-Nicolas Ledoux e John Soane, videro nella semplificazione e nella severità del dorico lo strumento per attuare un'architettura di volumi, slegata dalle regole accademiche, facendolo diventare, forse inconsapevolmente, una tappa verso un'architettura senza ordini. Tale accezione del dorico, come massima semplificazione del sistema degli ordini, ebbe applicazioni anche dopo il periodo neoclassico: per esempio nell'opera di Adolf Loos, nell'architettura del nazional-socialismo e in alcune opere del postmodernismo di fine XX secolo.